# پرویز اسکندرپور خرمی
پرویز اسکندرپور خرمی (زاده ۱۳۳۸ – درگذشته ۲ آبان ۱۳۹۹) نگارگر اهل ایران بود.

## زندگی
پرویز اسکندرپور متولد ۱۳۳۸ در تهران بود که تحصیلات خود را در مقاطع لیسانس و فوق‌لیسانس نقاشی، از دانشگاه‌های تهران و تربیت مدرس، به اتمام رساند و در ادامه نیز موفق به اخذ دکترای پژوهش هنر از دانشگاه شاهد تهران شد. تدریس در مقاطع مختلف دانشکده‌های هنر دانشگاه‌های تهران، الزهرا، مشهد، زاهدان، کرمان، رشت، سوره و …؛ داوری رقابت‌ها و جشنواره‌های هنری؛ برگزاری نمایشگاه‌های انفرادی و حضور در نمایشگاه‌های داخلی و خارجی بخشی از فعالیت‌های وی در در عرصه علمی ـ هنری و فرهنگی کشور است.
اسکندرپور خرمی که از دهه ۵۰ به کار هنر در حوزه‌های نقاشی، نگارگری، تذهیب و خوشنویسی فعالیت داشت، زیر نظر اساتید بزرگی همچون استاد تاکستانی در حوزه نگارگری و استاد امیرخانی در حوزه خوشنویسی موفق به دریافت مدارک ممتاز شده بود.
وی با شرکت در رقابت‌های هنری موفق به دریافت جوایز و الواح تقدیری متعددی از جمله برگزیده سومین دوسالانه نگارگری شده‌است.

## فعالیت‌ها
اسکندرپور که در دهه ۸۰ رئیس موزه فرش ایران بود، طراحی و نظارت فنی ضریح‌ها، نیم ضریح‌ها، درب‌ها، فرش‌ها و آثار هنری به کار رفته در حرم‌های امامان در کربلا و نجف و سامرا و دمشق از جمله ضریح مسلم ابن عقیل در کوفه، حبیب ابن مظاهر و ابراهیم مجاب از یاران حسین در کربلا را بر عهده داشته‌است.

## تالیفات
- اسلیمی و نشان‌ها، قالی، کاشی، تذهیب
- آیین هنر و آموزش نقاشی ایرانی، نگارگری صور انسانی، کتاب چهارم
- طوبای گل و مرغ
- گل‌های ختایی (طراحی قالی، کاشی، تذهیب)[۷][۸]

## آثار
اسکندرپور عضو هنرمندان حوزه هنری بود. آثار وی در موزه‌های نهاد ریاست جمهوری، هنرهای معاصر، کرمان و آستان قدس رضوی نگهداری می‌شود.

## درگذشت
پرویز اسکندرپور خرمی، پژوهشگر و مدرس هنر و طراح و ناظر کیفی و هنری ستاد بازسازی عتبات عالیات، در ۲ آبان ۱۳۹۹ بر اثر بیماری کرونا درگذشت.